# سد إيكوساكا
سد إيكوساكا هو سد في قرية إيكوساكا، محافظة ناغانو، اليابان، تم الانتهاء منه في عام 1964. 

## المعرض

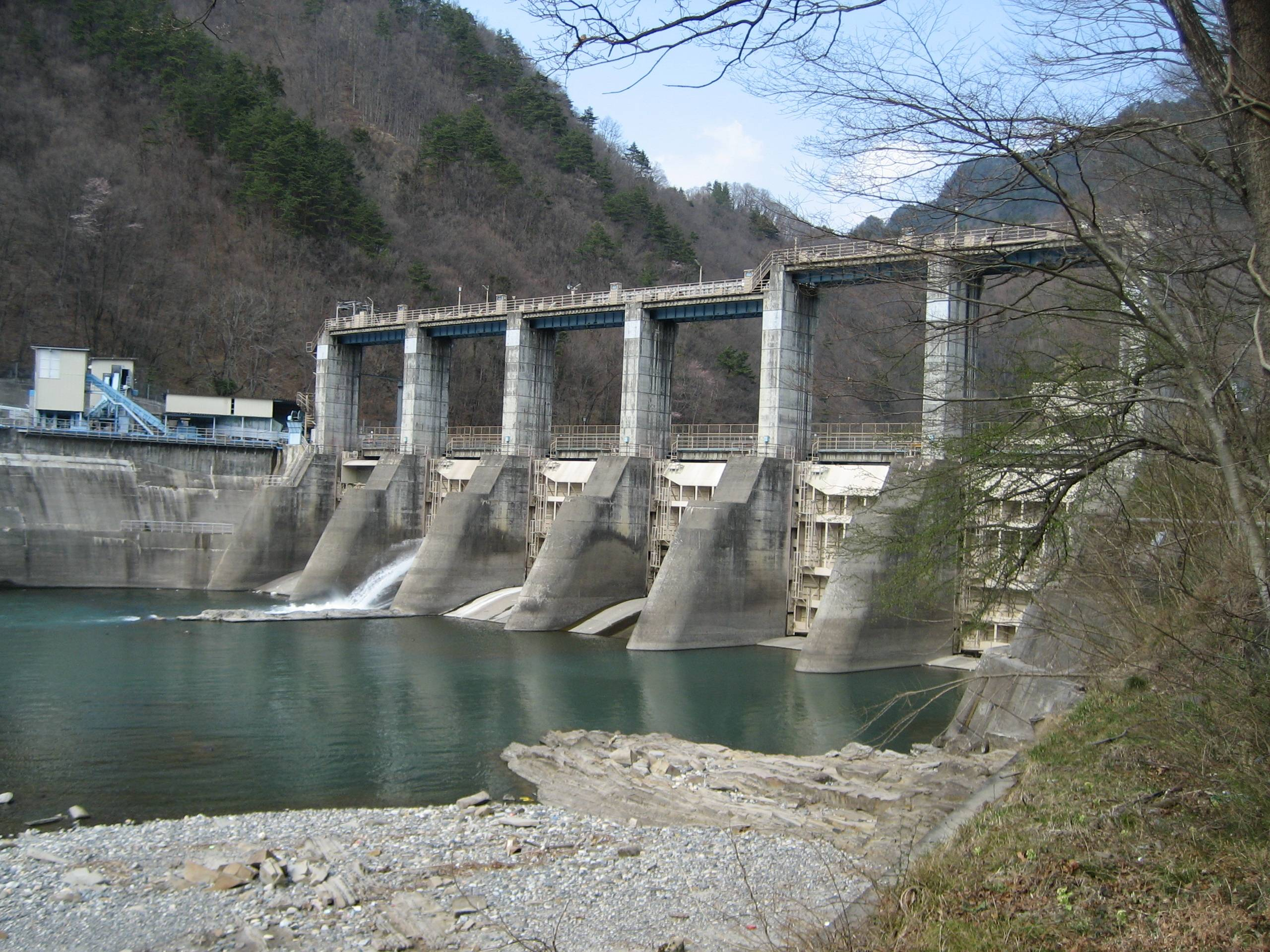
سد إيكوساكا
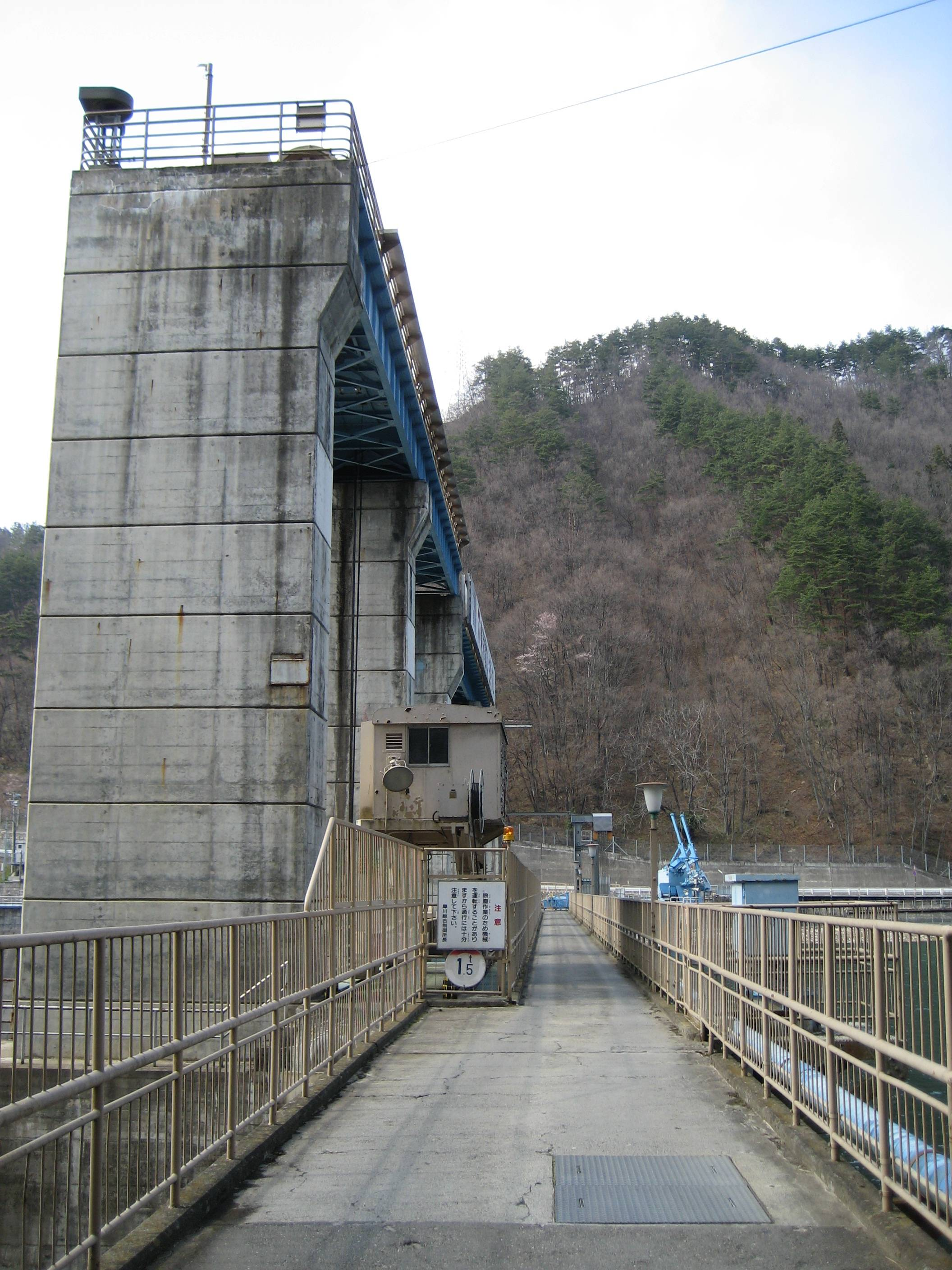
طريق سد إيكوساكا
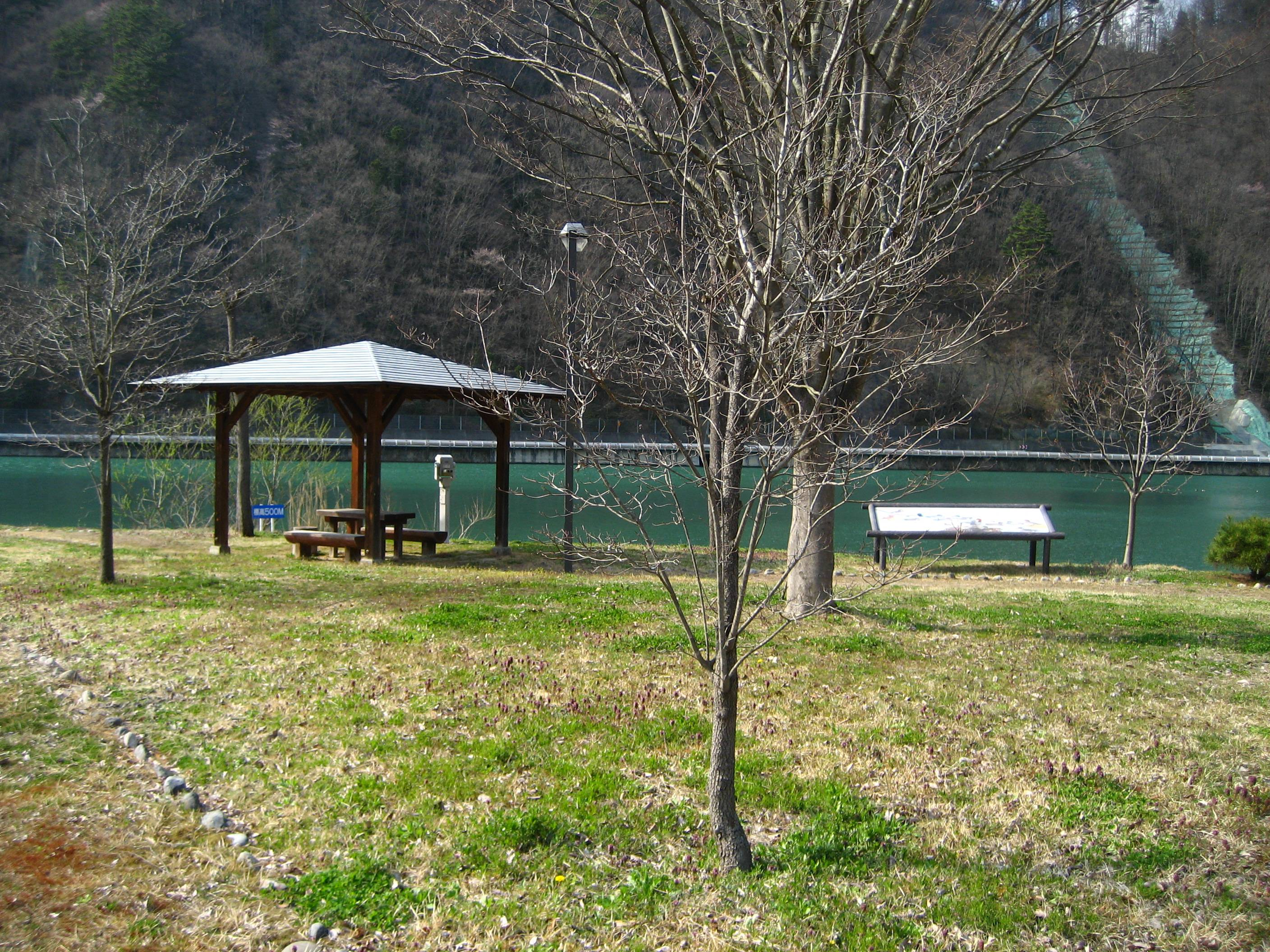
حديقة ميزوتوري بجوار السد